# Droni della Bundeswehr

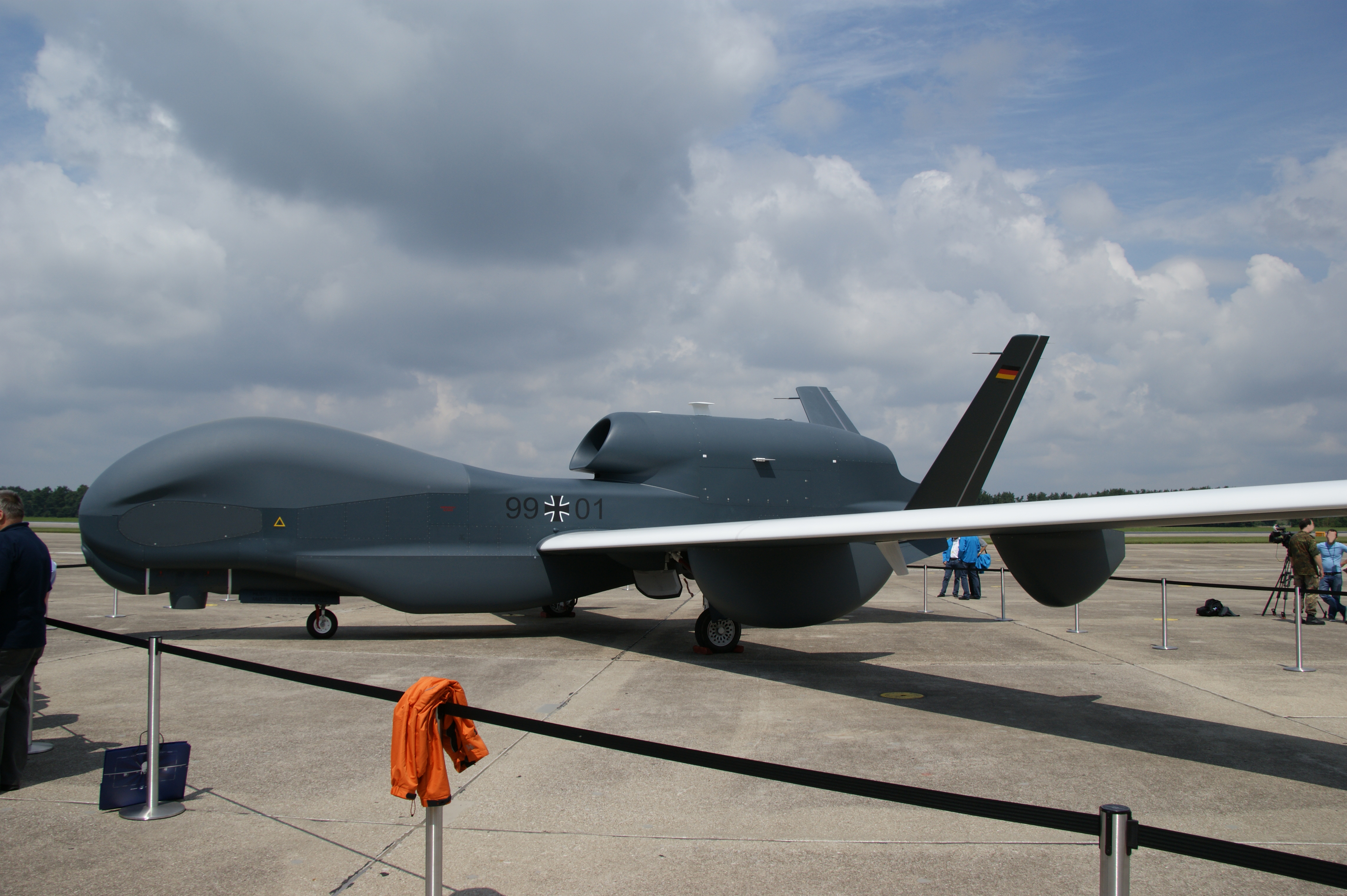
La versione europea EuroHawk dello statunitense RQ-4B Global Hawk per la Bundeswehr.

I droni della Bundeswehr sono velivoli senza pilota controllati in remoto per compiti di ricognizione e attacco contro bersagli nemici. Al giugno 2013 nella Bundeswehr vi erano 580 droni di tipi diversi (tra 3,5 kg e 1.500 kg) in uso, di cui 60 impiegati all'estero in Afghanistan e Kosovo. Altre fonti indicano 871 droni nella Bundeswehr. La Germania è in posizione mediana nel mondo tra gli utilizzatori-sviluppatori su 45 paesi.
La Luftwaffe impiega il drone da ricognizione (MALEs) tipo Heron 1, i ricognitori dell'esercito sono di dimensioni medie o piccole, e la Marine utilizza droni piccoli per uso su navi come la K130-Korvetten.
La Bundeswehr ha acquistato e provato l'impiego di droni armati. L'uso di droni è stato pianificato dal ministro Maizière come logica conseguenza dell'ammodernamento delle forze armate nel 2012.
Tra i droni acquistati, anche l'israeliano Heron.
Anche lo statunitense Global Hawk nella variante europea Euro Hawk fu valutato. L'acquisto fu fermato nel 2013 in quanto non poteva volare negli spazi aerei europei.

## Storia

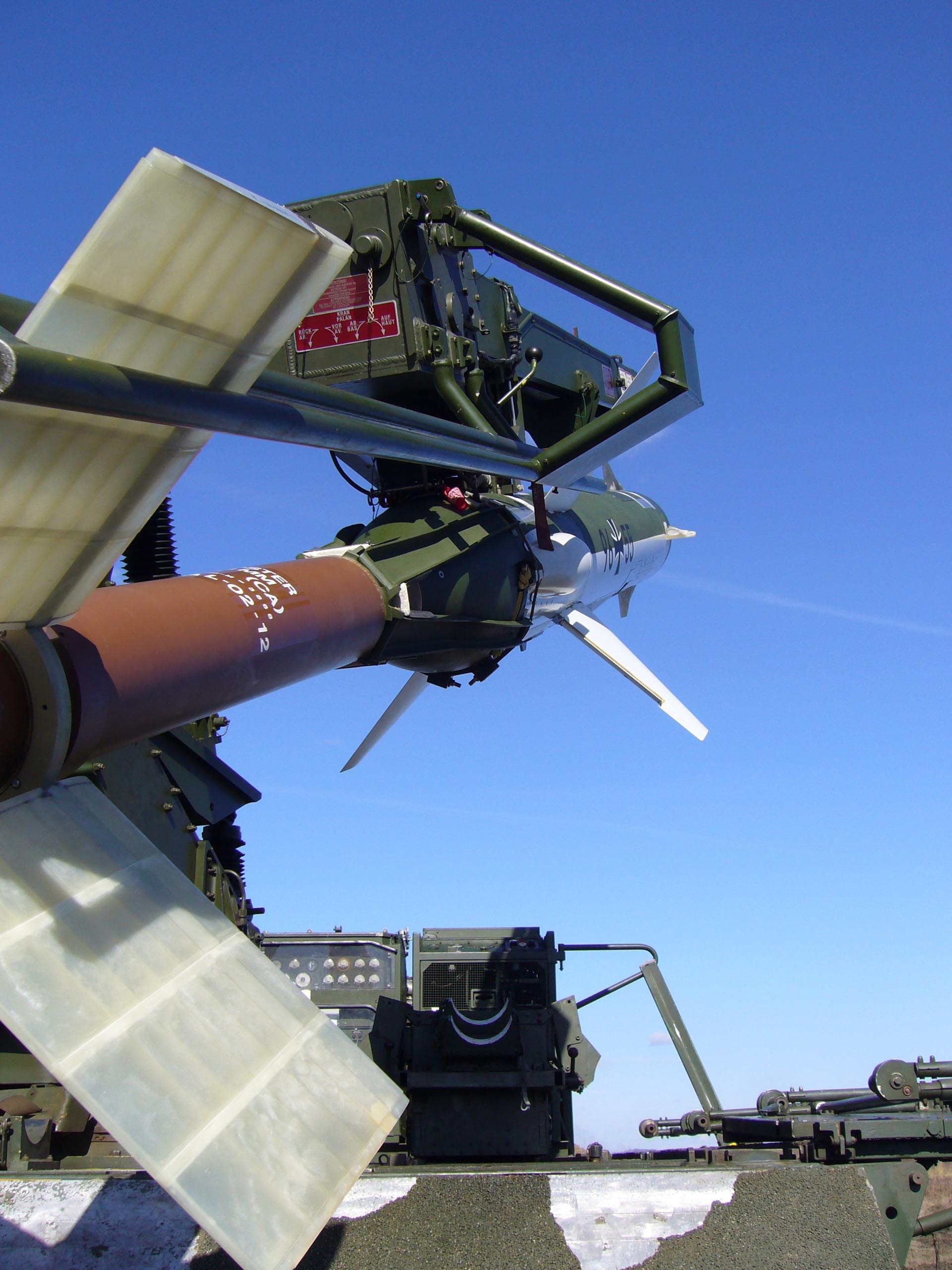
CL 289 - visto da dietro

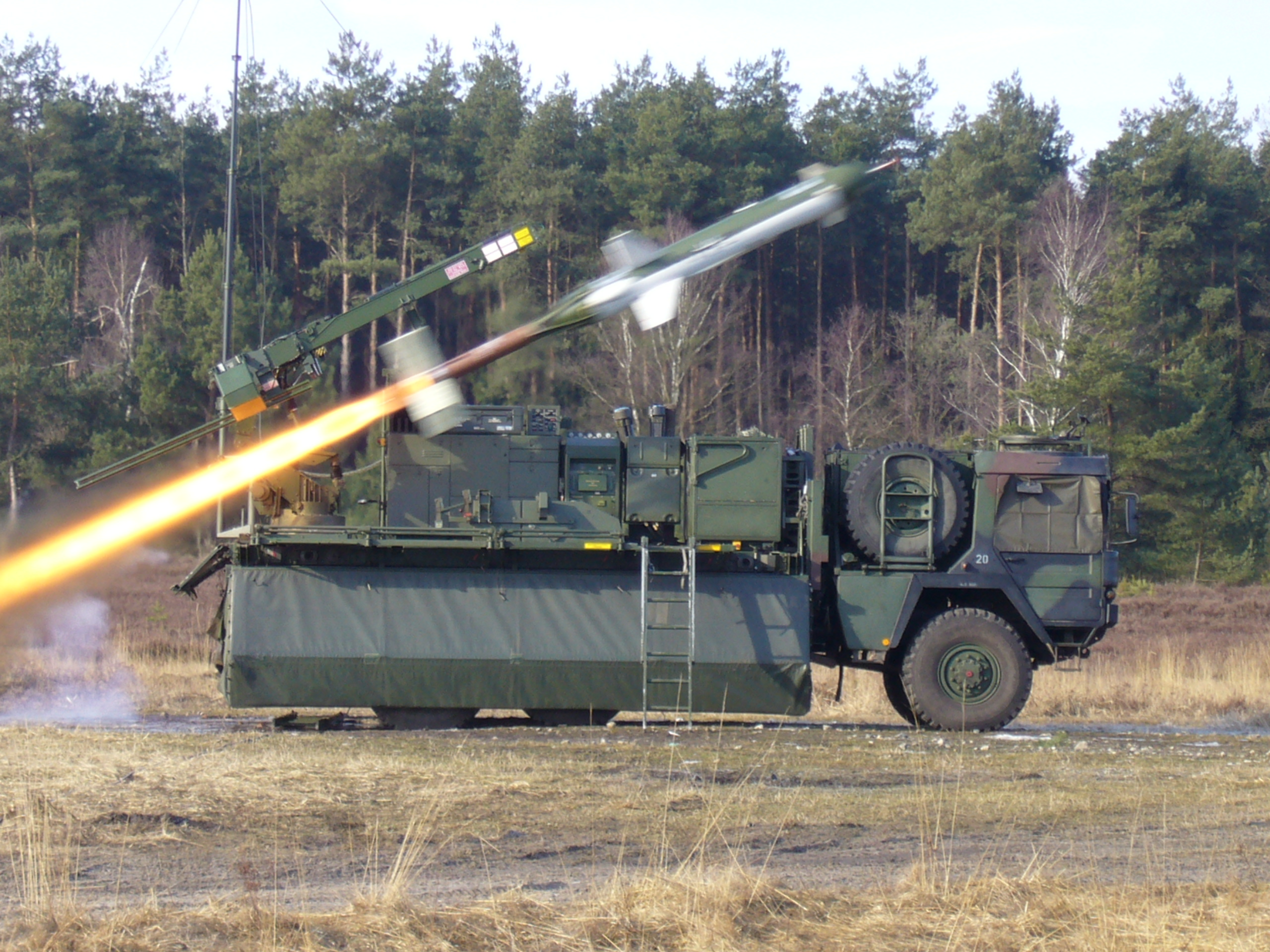
Lancio di un CL-289. Uno dei primi sistemi impiegati dalla Germania dal 1990 al 2009.

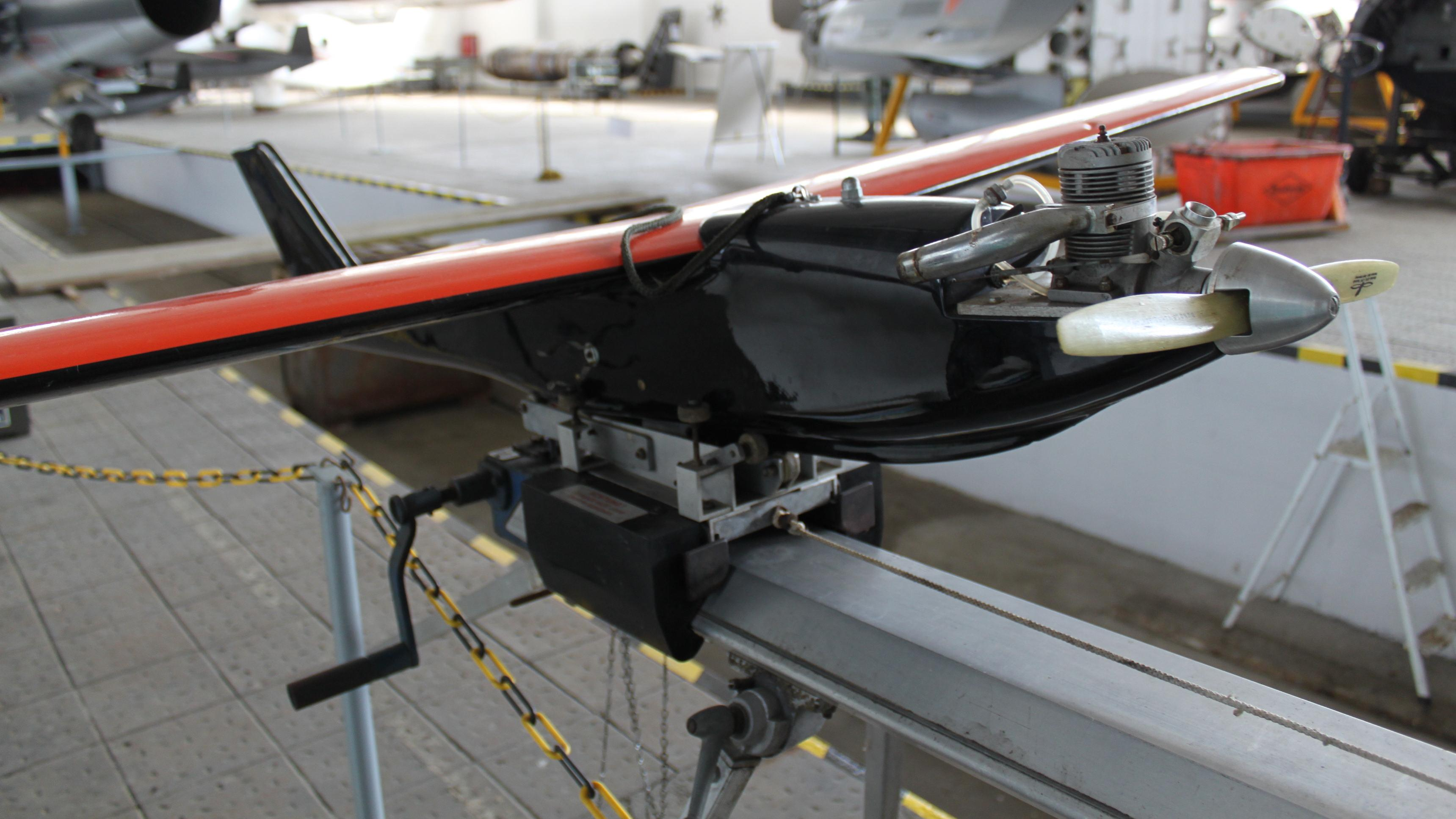
Drone obiettivo aeromodello ad elica con motore a scoppio usato come bersaglio negli anni '80

Lo sviluppo di droni (Unmanned Aerial Vehicle, UAV) iniziò da parte della Bundeswehr per ricognitori della Luftwaffe, e bersagli e ricognitori per l'esercito.
Dagli anni '60 iniziano i voli con droni per ricognizione presso Celle-Wietzenbruch.
La Bundeswehr negli anni '80 lancia i primi Zieldarstellungsdrohnen bersagli volanti utilizzati per esercitazione, Ausbildung Flakkanoniere con armi da 20-mm-Flak.
Dagli anni '90 ad oggi vennero sviluppati droni da ricognizione per la l'esercito. La società STN Atlas Elektronik, Dynamit Nobel e la franco-inglese Matra BAe Dynamics lanciarono il consorzio GIE Eurodrone. La società fu al 60% tedesca e al 40% francese. Arrivati alla preserie la KZO come „nationales Programm“ dell'esercito tedesco nel 2001 venne chiusa dal Bundestag. Fino al 2008 vennero costruiti sistemi completi per 300 milioni di Euro. Il primo sistema di serie venne dato alla Bundeswehr il 28 novembre 2005 a Brema dalla odierna Rheinmetall Defence Electronics (RDE).
Il primo acquisto Bundeswehr fu il drone CL 89 (Canadair) per la 4. Batteria del Beobachtungsbataillonen d'artiglieria. Per cinque batterie totali per gli anni 1972–1992
Nel 1990 venne acquisito il Canadair CL-289 per ircognizione. Fu sviluppato da Canadair e Dornier attorno a una fotocamera di serie e portata allo spettro dell'infrarosso (Infrarot-Linienscanner, abb. IRLS-Infrared Line Scanning). I componenti furono sviluppati dalla francese SAT (Sagem). Il sistema volante veniva propulso da un razzo di spinta di (booster) di 32 kN. In volo il drone veniva spinto da un Rolls-Royce-T-117-Turbojet. Questo monoalbero aveva spinta di 1,03 kN. Come anche i più piccoli droni vola con una programmazione pre volo. La navigazione è supportata da un sistema GPS. Una volta terminato il volo il velivolo atterra con un paracadute.
Il 18 marzo 2009 avvenne presso il NATO-Truppenübungsplatz Bergen l'ultimo volo del CL-289. Il sistema fu ancora in servizio fino alla fine del 2009 e poi abbandonato dall Bundeswehr (Heer) e dall'Armee.

## Tipi
La Bundeswehr utilizza modelli piccoli (MAV) e medi (MALE).

### MAV

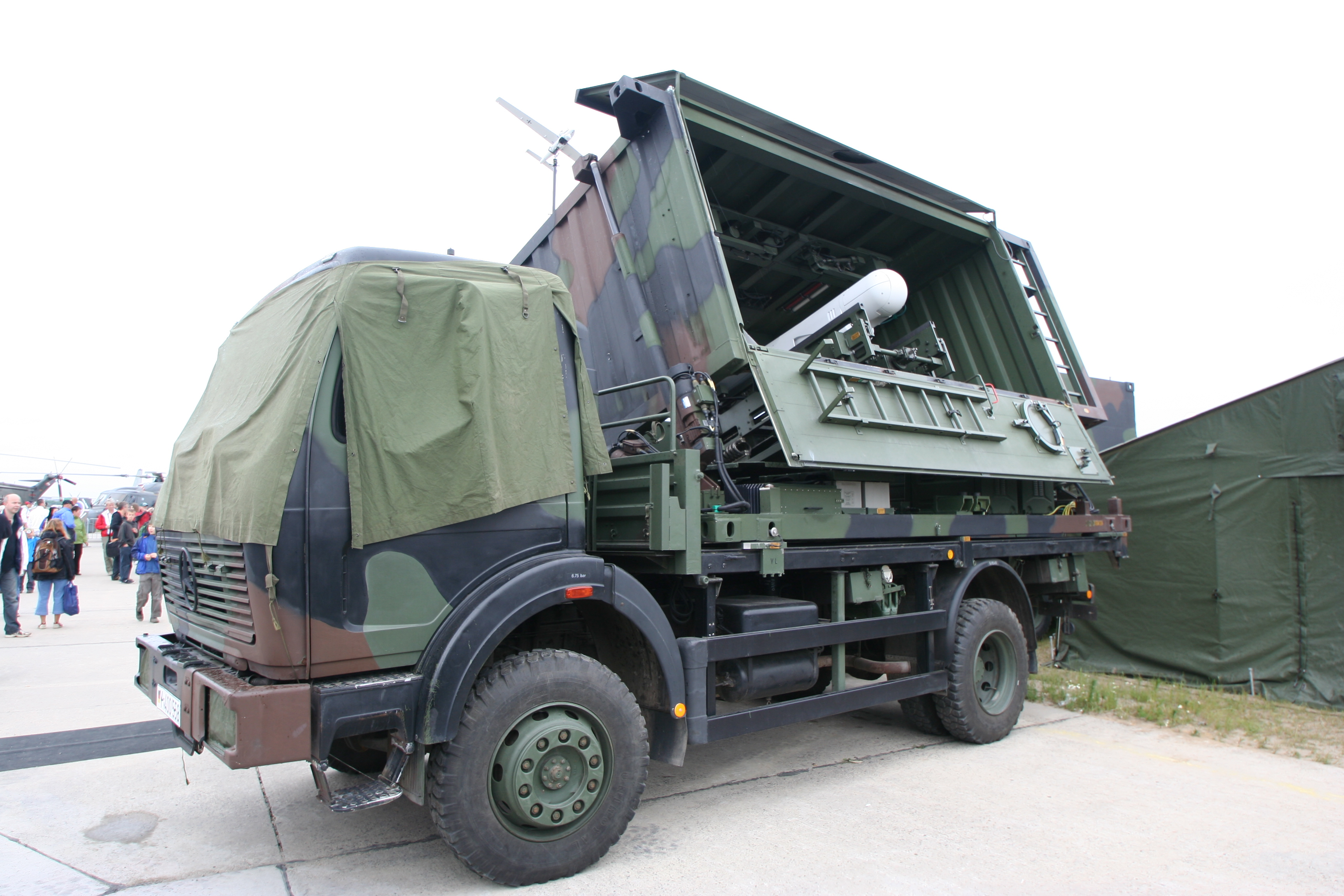
Rheinmetall KZO allo ILA 2010

La Bundeswehr inizia con droni leggeri le operazioni di ricognizione. I Micro Air Vehicle (MAV) sono droni o piccoli aerei di 50 cm di lunghezza.
Per l'artiglieria del Deutschen Heere viene usato il Rheinmetall KZO (Kleinfluggerät Zielortung, già: Brevel) propulso con elica e collegato via radio alla base. Viene usata una camera IR e con possibilità di visione notturna. Viene usato per sistemi di artiglieria come il PzH 2000.
Il drone viene lanciato da un veicolo con razzi (Booster). Il volo del drone può essere programmato e controllato anche dalla stazione radio di terra. Il recupero avviene tramite paracadute. L'impatto sul terreno è attutito da Airbag. Il volo può durare poche ore. Ogni sistema è composto da due impianti di terra, cinque di recupero e dieci droni.

### MALE

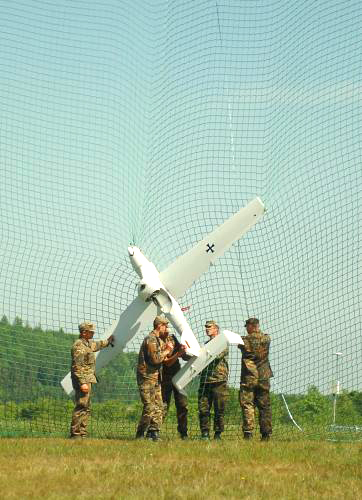
LUNA presso il Truppenübungsplatz Baumholder nel 2007, esercitazione

Presto la Bundeswehr inizia ad usare anche MALE (medium altitude, long-endurance), che generalmente vengono lanciati da monorotaie o catapultati da piattaforme. Volano per ca. 10-15km di distanza dal controllo e con autonomia di 24-48 ore.
Dal 2003 l'esercito usa il EMT Luna. LUNA sta per Luftgestützte Unbemannte Nahaufklärungs-Ausstattung. Dall'ottobre 2007 viene sviluppato dalla EMT e dal Bundesamt für Wehrtechnik und Beschaffung. Nel 2000 avviene l'uso operativo in Kosovo e nel 2003 entra in servizio dalla Bundeswehr. Al 2009 ne sono stati prodotti 5000.
Il drone LUNA permette la ricognizione aerea fino a 40 km rilevando obiettivi sul terreno. Quattro sistemi LUNA vengono usati dalla Bundeswehr, fino al 2012 otto sistemi. Un LUNA-System consiste in una catapulta di lancio, una stazione di constrollo e tre-quattro droni. Il LUNA può volare fino a 4 km di altezza e per 4 ore con l'uso di fotocamera digitale, infrarossi, radar SAR.
Un altro drone MALE del Heere è lo EMT Aladin, della tedesca EMT. Aladin è l'acronimo di Abbildende luftgestützte Aufklärungsdrohne im Nächstbereich. Al marzo 2005 le Heeresaufklärungstruppe hanno 115 droni ordinati. Il 19 ottobre 2005 viene consegnato il primo sistema operativo ALADIN alla Panzertruppenschule di Munster.
Per l'utilizzo in teatro di guerra come l'Afghanistan la Bundeswehr ha utilizzato l'Heron 1 d'Israele, in uso alla Aufklärungsgeschwader 51 „Immelmann“ (AG 51).

### HALE

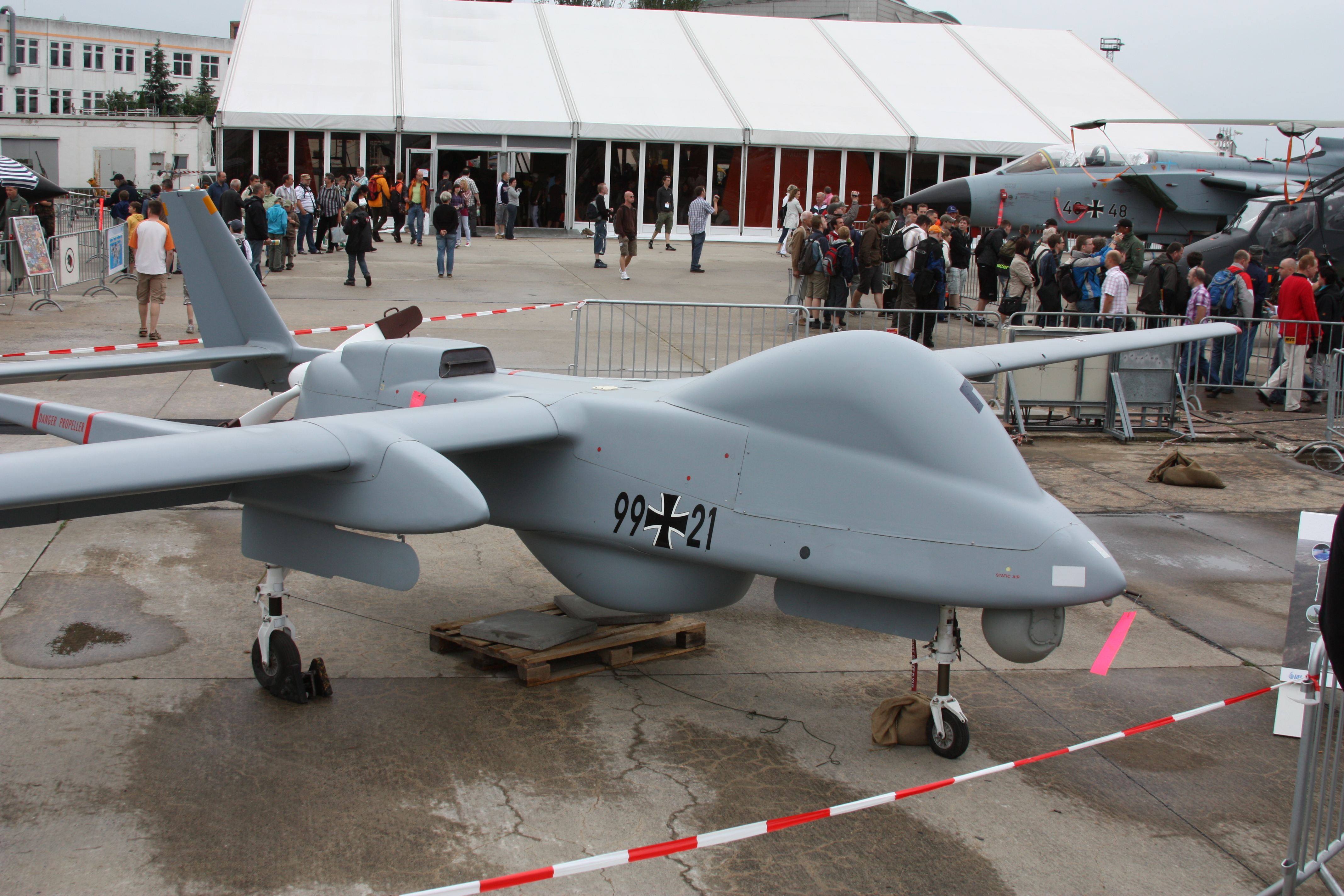
Heron I della Bundeswehr

Anche gli HALE (High Altitude Long Endurance) con altitudine operativa fino a 20km di altezza. Raggio di azione diverse centinaia di km.

### WABEP

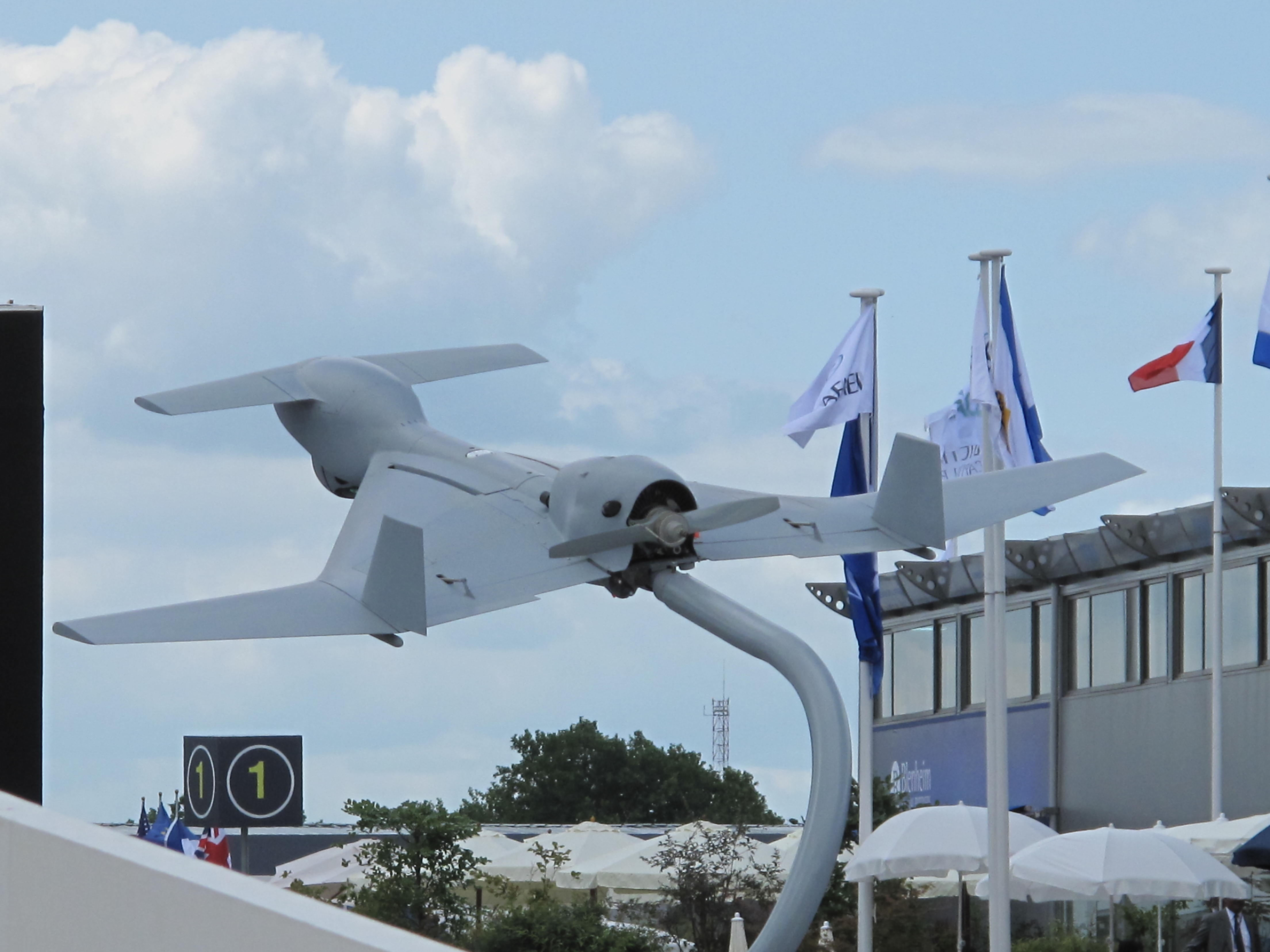
Drone da combattimento IAI Harop

Con il nome di WABEP (Wirkmittel zur abstandsfähigen Bekämpfung von Einzel- und Punktzielen) vengono designati sistemi di ricognizione e combattimento. Il volo test per la Bundeswehr avvenne nel settembre 2011. Il KZO (Kleinfluggerät Zielortung) della Rheinmetall con il Kampfdrohne IAI Harop della israeliana Israel Aircraft Industries. Lo Harop è una variante più grossa dello IAI Harpy e può portare 23 kg di esplosivo. Può essere usato con missione kamikaze. Viene usato anche come ricognitore con telecamere ottiche e a infrarosso. Il drone è usato da India e Israele.
I sistemi di sensori e fotocamere del KZO servono alla ricognizione e identificazione degli obiettivi. L'Harop è usato come arma "präzise Bekämpfung des zugewiesenen Feindobjekts und zerstört sich dabei selbst.
Una nota di chiarimento del Governo tedesco, sull'utilizzo del sistema:

## Impiegati
Al 27 luglio 2013 risultava la situazione sotto elencata in servizio alla Bundeswehr:
| Modello     | Numero | Dismessi | Distrutti | Schiantati | Perduti |
| ----------- | ------ | -------- | --------- | ---------- | ------- |
| Aladin      | 290    | 0        | 22        | 6          | 8       |
| CL-289      | 0      | 189      | 23        | 13         | 8       |
| Heron 1     | 3      | 0        | 2         | 0          | 0       |
| KZO         | 43     | 0        | 12        | 9          | 6       |
| Luna        | 81     | 0        | 41        | 22         | 11      |
| Mikado      | 164    | 20       | 2         | 2          | 2       |
| Nano UAS    | 20     | 0        | 0         | 0          | 0       |
| EMT Luna NG | 20     | 0        | 0         | 0          | 0       |

## Impiego operativo
- Ricognizione ottica (EMT LUNA, EMT Aladin, Heron 1)
- Obiettivo per addestramento (KZO)
- Signal Intelligence (nessuno attualmente)
- Con armamamento (Heron 1 possibile, Euro-Hawk possibile)
- Combattimento (IAI Harop)